# 사틴구

사틴구의 위치

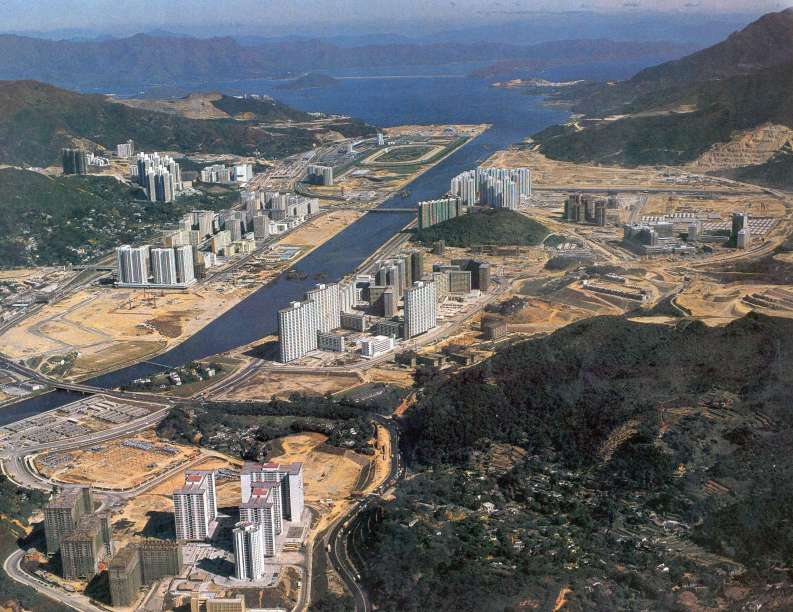
사틴 신시진이 개발하고 있는 모습.

사틴구(사톈구, 한국어: 사전구, 중국어: 沙田區, 병음: Shatián qū, Sha Tin District)는 홍콩의 18개 구의 하나이다. 신계의 9개 구 중 하나로, 사틴(沙田, Sha Tin), 다이와이(大圍, Tai Wai), 마온산(馬鞍山, Ma On Shan), 포단 (火炭, Fo Tan), 시우렉윈 (小瀝源, Siu Lek Yuen), 마리우서이(馬料水, Ma Liu Shui) 등의 지구를 포함한다. 면적은 69.40km2이고 인구는 2016년 기준으로 659,794명이다. 홍콩의 구 중에서 가장 인구가 많다.

## 개요
사틴해의 매립지에 세워진 사틴 신시진은 청먼강(城門河, Shing Mun River Channel)의 강둑을 따라 주요 주택 지구를 이룬다. 1970년대 초에 이곳은 인구 3만 명의 농촌이었다. 사틴의 첫 번째 공공 주택 단지인 레이윈(瀝源, Lei Yuen)이 1976년에 완공된 후에 주거지는 팽창하기 시작했다. 오늘날 구 인구의 약 65%는 홍콩의 거자유기옥계획(居者有其屋計劃)하에 세워진 공공 주택에 살고 있다. 마온산까지 확장된 사틴의 인구는 현재 64만 명에 이르러, 주요 신시가지가 되었다. 사틴과 마온산의 신시가지(沙田/馬鞍山新市鎮)의 총 면적은 20km2이다.

## 역사
1574년에 세워진 다위안은 이 지역에서 가장 오래되고 큰 성곽 마을(圍村)이다. 사틴은 신제의 매립지에 세워졌다.
원래 이름은 레이윈(瀝源, Lei Yuen)이였으나 영국의 식민지 시절, 영국의 기록관이 사틴와이에 거주하는 마을 주민들에게 이 구역 이름을 물었을 때 그들은 사틴이라고 대답하여, 영국의 기록관이 원래 이름인 리위안을 모르고 사틴이라고 기록하여, 샤틴이라는 이름의 구역의 역사가 시작되었다.

## 같이 보기

### 일반 주제
- 사틴 신시진 - 홍콩의 다마 뉴타운이자 분당신도시 격에 해당되는 신도시
- 사틴

### 주변 지역
- 다이보구
- 췬완구
- 콰이칭구
- 사이궁구